# 齊斯肯湖
53°31′43.97″N 13°4′43.35″E / 53.5288806°N 13.0787083°E

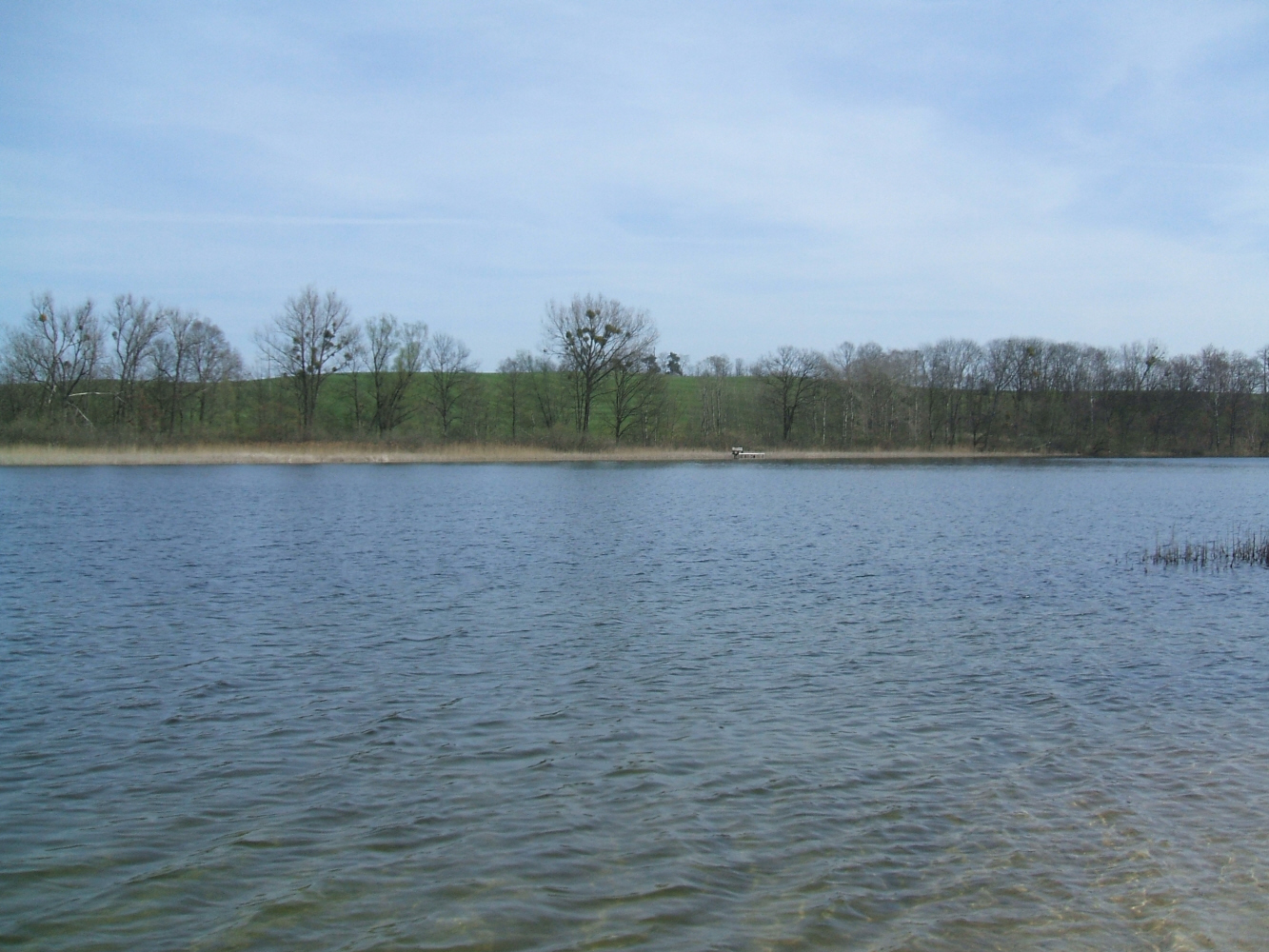

齊斯肯湖（德語：Zieskensee），是德國的湖泊，位於該國東北部梅克倫堡-前波美拉尼亞州，由梅克倫堡湖區郡負責管轄，長0.8公里、寬0.3公里，面積0.17平方公里，海拔高度46米，平均水深4至6米，最大水深11米。